# Тартана
Тартана, тартан (итал. tartana; исп. tardante) — небольшое средиземноморское судно XVI-XIX веков с косым парусным вооружением. Различные тартаны применялись как для каботажного сообщения и рыбалки, так и в качестве военных кораблей. На протяжении более, чем трёхсотлетней истории имели различные конструкции, различное число мачт и парусное вооружение. В начале XVIII века в единичных количествах строились в качестве военных кораблей Российского флота.
К определению тартаны следует подходить с осторожностью, так как в различных источниках под этим типом судна может подразумеваться как довольно крупный 2-3-мачтовый боевой корабль, иногда более крупный, чем шебека, так и небольшая одномачтовая беспалубная рыбацкая лодка.
Но все эти корабли объединяет латинское парусное вооружение (именно латинское, а не гафельное, люгерное или другие разновидности косого паруса) на всех мачтах, иногда с брифоком, и более широкие и полные обводы корпуса, чем у шебек или галер.
Сейчас под тартаной чаще всего подразумевают небольшое одномачтовое судно с латинским парусом и кливером.

## История и конструкции
Появление тартан относят к XVI веку, в тот период они упоминаются как распространённые преимущественно в Провансе (Франция) однопалубные суда с тремя небольшими мачтами. Относительно названия источники указывают на происхождение итал. tartana, исп. tartana и итал. tartane от арабского tarradun — небольшое быстроходное судно.
В XVII веке одно из первых упоминаний тартан встречается в 1614 году в книге Пантеро Пантера «L’Armata Navale», где французские тартаны приводятся в пример как весьма ходкие и манёвренные суда.
В 1629 году Йозеф Фуртенбах пишет о тартанах:

«…тартана несколько меньше, чем ранее упомянутая polaca (полякра, полакр), так, если судно имеет длину от 60 до 70 palmi (14,5—17 метров), то такое судно называют не polaca, а tartana».
В XVIII веке тартана была распространена на западном Средиземноморье в качестве прибрежного судна. Это было небольшое судно, довольно широкое, с седловатой палубой, длиной 15—20 метров с бушпритом и одной мачтой, вооруженной большим латинским парусом. Кроме основного паруса такая тартана несла большой кливер, при попутном ветре на тартане могли поднимать прямой парус на рее (брифок).
В XVIII веке были распространены и многомачтовые тартаны.
В XVIII—XIX веках тартаны в том числе использовались в качестве лёгкого боевого корабля, нёсшего до 30 орудий малого и крупного калибра. Количество мачт на таких кораблях могло быть от двух до четырёх со смешанным парусным вооружением на фок-мачте и латинскими парусами на остальных.
О том, что тартаны в первой половине XIX века были относительно большими хорошо вооруженными кораблями, можно судить по донесению Сенявина 1806 года:

Для охраны острова был оставлен бриг «Александр» под командованием лейтенанта И. С. Скаловского. Вооружение брига составляли двенадцать 4-фунтовых пушек. 17 декабря бриг был атакован тартаной «Наполеон» и тремя канонерскими лодками. Тартана имела на вооружении шесть 12-фунтовых пушек, расположенных по бортам, и две 18-фунтовые пушки на носу. Канонерские лодки имели по две 18-фунтовые пушки на оконечностях и несколько 1-3-фунтовых фальконетов по бортам.
С середины XIX века крупные суда данного типа не строятся. Сейчас под тартаной чаще всего подразумевают небольшое одномачтовое парусное или парусно-моторное судно для каботажных перевозок и рыболовства у берегов Средиземного моря. Такие суда имеют высокие борта и штевни, парусное вооружение состоит из латинского паруса и двух-трёх кливеров. Длина 8—20 метров, ширина 3—4,5 метра. Типичное водоизмещение такой тартаны — 30—60 тонн.
Тартаны были широко распространены по всему западному Средиземноморью, существовали французские, испанские, португальские, итальянские, албанские тартаны, их использовали турки и алжирские пираты.

## Парусное вооружение тартаны
В разные периоды и в разных регионах тартаной называли различные суда — и одномачтовые, и многомачтовые. Но их объединяло латинское парусное вооружение и полные обводы корпуса.
Сейчас типичной тартаной принято считать одномачтовое судно с высокой вертикальной мачтой, равной или большей, чем длина палубы, и большим латинским парусом. Также типичная тартана имеет не длинный бушприт и кливер, обычно тоже большого размера. При фордевинде на тартане могли устанавливать брифок. Ванты ставили внутри борта, на клеванты, и набивали мантыль-талями. Фока-штаг отсутствовал, кливер ставили летучим. Рю из-за большой его длины выполняли из двух принайтовленных друг к другу деревьев, а рю-фал вели через одношкивные ваген-блоки, поставленные по двум сторонам топа мачты.
Иногда на тартанах ставили второй, реже третий, кливера и топсель. С другой стороны, на некоторых изображениях тартан можно видеть кливер не столь большого размера. Малые тартаны вовсе не имели кливера и бушприта.
Ландстрём изображает испанскую тартану с латинским парусом и одним кливером, а итальянскую тартану из Ливорно с более богатым парусным вооружением — более высокой мачтой, латинским парусом большего размера, топселем, двумя кливерами и штагом (или леером) от топа мачты.
На некоторых изображениях, например у Фредерика Ру, можно встретить тартану с небольшой бизанью установленной по типу йола, несущий также латинский парус.
Двухмачтовые тартаны XVI—XVII веков, судя по изображениям Жана Жува и Питера Пикарта, несли только латинские паруса, без кливеров.

## Тартаны в изображениях современников
Жан Жув (фр. Jean Jouve) в альбоме «Планы всех судов, которые плавают на Средиземное море» (фр. «Desseins de tous les Bâtiments qui Naviguent sur la la Méditerranée») в 1679 году приводит изображения 6 тартан — 4 одномачтовых:
и двух двухмачтовых:
Франсуа-Эдмон Пари (фр. François-Edmond Pâris) в альбоме «Souvenirs de marine conservés, ou Collection de plans de navires de guerre et de commerce et de bateaux divers de tous les pays tracés par les constructeurs ou marins» в 1879 также приводит три характерных изображения:
— на первом чертеже Пари приведена одномачтовая тартана, которая, если сравнить с изображениями Жува, практически не изменилась за 200 лет. Два других чертежа подписаны как «Тартана Адриатического моря» и «Рыбацкая лодка Адриатического моря» (Mer Adriatique — Braco de pesca) — оба судна имеют одинаковое парусное вооружение, но тартану от «braco» отличают гораздо более полные обводы, что характерно для тартан. Приведённое на чертежах парусное вооружение не характерно для тартан — люгерное (рейковое) парусное вооружение определяет скорее требаку или брагоцо (итал. bragozzo), из чего можно сделать вывод, что в разное время и в разных регионах понятие тартана не всегда определялось парусным вооружением. В ходе построения модели по чертежам, размещенным в альбоме адмирала Пари, известный украинский моделист Анахин Виталий Александрович выяснил, что на двух последних чертежах изображена лодка из конкретного региона Италии — провинции Кьеджа. Это тартана Чигиотта. По конструкции она имеет некоторые различия с bragozzo. Если одновременно с изучением альбома Пари, изучать ещё книгу Марио Марзари, посвященной конструкции bragozzo, можно последовательно выделить все различия в их конструкции.

## Тартаны Российского флота
В самом начале XVIII века тартаны состояли на вооружении Российского флота, однако широкого распространения не получили — 2 тартаны использовались на Балтике и одна на Азовском море.
На рубеже XVII и XVIII веков в России шёл поиск новых типов судов, которые были бы эффективнее существовавших в особых условиях Балтики, — так, на небольшой верфи в Селицком Рядке на Волхове в 1705 году были построены 2 тартаны (двухмачтовая и одномачтовая), как аналоги разведывательно-посылочных судов, распространённых в Средиземноморье.
Марко Мартинович, капитан венецианского флота, хорват по происхождению, русским навигаторам, обучавшимся у него в 1697—1698 годах в городе Перасте у Которского залива Адриатического моря, так характеризовал мореходные данные этих судов:

«Тартана зовётся в малую погоду сокол морской, а в великую — осёл, для того, что теми косыми парусами в ненастье нейдёт, а ставят в ненастье иные реи и парусы квадратные… а с теми уж парусами идёт… как и корабль… тихо… и валы морские много на неё взливают и заливают… Мало когда тартана бьётся с кораблём за невозможностью ниского борда»
Балтийская двухмачтовая тартана имела длину, как и шнявы, построенные в Селицком Рядке, 65 футов (19,81 м), ширину 17 футов (5,18 м), и, судя по гравюре Питера Пикарта, несла две мачты с латинскими парусами и по семь орудий по каждому борту.
О немногочисленности тартан в Петровском флоте можно судить по составу Азовского флота:

Так закончил своё существование Азовский флот, насчитывавший без малого 500 судов пятнадцати классов и типов, в том числе 35 двухпалубных и 48 однопалубных кораблей, 23 фрегата, 7 шняв, 10 бомбардирских судов, 9 брандеров, 11 яхт, 10 галиотов, 200 бригантин, 70 палубных ботов, 1 тартану, 4 качи и 70 больших шлюпок (лодок).
Скупые упоминания об этих двух тартанах — двухмачтовой 14-пушечной Балтийского флота, построенной на Волхове, имеющей единственное изображение на гравюре Питера Пикарта, среди десятков других кораблей; и тартане Азовского флота, о которой некоторые исследовали высказывают предположение, что она была не построена на русских верфях, а куплена за рубежом, — это единственные сведения о тартанах в Петровском флоте. Также нет сведений об участии этих тартан в морских сражениях или боевых действиях флота, как нет оценок об их пригодности и эффективности.

## Применение тартан
Тартаны были широко распространены по всему Средиземноморью — от Турции до Испании, и применялись для самых разнообразных задач. В первую очередь это рыбацкие лодки и суда для каботажных перевозок грузов и пассажиров.
Также тартаны активно использовались пиратами. Османские пираты, базировавшиеся в Алжире в XVI—XVIII веках («алжирские корсары»), наряду с шебеками, галерами и другими типами судов, использовали тартаны.
Тартаны имели применение и как военные корабли во флотах Франции, Османской империи, Итальянских государств и других стран Европы. В военно-морских флотах тартаны использовались как посыльные суда, лёгкие артиллерийские корабли, канонерские лодки.
Канонерская лодка Гамильтона 1808 года. В начале XIX века английский капитан Томас Гамильтон, комиссар Транспортного комитета, сконструировал и предложил к постройке канонерскую лодку оригинального дизайна, которые были построены в значимых количествах и оставили свой след в кораблестроении. Они были вооружены 48-фунтовой пушкой, установленной на скользящем лафете в диаметральной плоскости корабля на носу, и 48-фунтовой карронадой на поворотной платформе в корме. Лодка имела длину 18,8 м, ширину 5,3 м.
В качестве парусного вооружения этих канонерок было выбрано парусное вооружение тартаны — одна мачта, большой латинский парус и кливер без бушприта.
Такие, или подобные канонерский лодки с парусным вооружением тартаны, которые стояли на службе в неаполитанских военно-морских силах, были закуплены для ВМС США, благодаря чему, такое парусное вооружение распространилось в американском флоте. Однако, не следует их путать с современной продукцией американской компании «Tartan Yachts», которая с 1940 года выпускает яхты с классическим бермудским парусным вооружением.
Лихтер. На некоторых изображения, в частности у Жана Жува и Фредерика Ру, можно встретить суда, обозначенные как фр. Allege или фр. Alleauge — лихтер, с парусным вооружением одномачтовой или двухмачтовой тартаны. Что говорит о том, что тартаны использовались в качестве лихтеров — вспомогательных судов для разгрузки больших кораблей.

## Разновидности мальтийских тартан
На Мальте тартаны получили широкое распространение с начала XVII века и не прекратили использоваться до сих пор. Среди мальтийских тартаны различают следующие разновидности:
- тартарона — наиболее крупное среди данной разновидности судно, водоизмещением до 100 тонн;
- тартанетта — более крупное, чем тартана судно;
- тартанелла — меньшее, чем тартана судно;
- тартарина — самая маленькая лодка среди данной разновидности.

Первые два типа были палубными судами и могли нести до трёх мачт, тартана могла быть как палубной, так и беспалубной, меньшие, чем тартана татанелла и татарина всегда были беспалубными, то есть, строго говоря, были не судами, а лодками. Начиная с середины XIX века, крупные суда данного типа не строятся, сохранилась, соответственно как тип и как термин, только тартана.

## Тартана в культуре

### в изобразительном искусстве
До середины XX века тартаны были очень распространённым типом судна на Средиземном море, поэтому их изображения часто встречаются в живописи. Так, тартаны изображены на многих работах Поль Синьяка. Некоторые из них:
- «Кольюр, Тартана» (Collioure, La Tartane). 1887
- «Тартаны под флагами» (Tartans with Flags). 1893
- «Сан-Тропе» (Saint-Tropez, Tartans in the Port). 1905
- «Сет. Тартаны»(Sete, the Tartanes). 1929
- «Сан-Тропе. Парусные лодки на мелководье» (Saint-Tropez, Sailing Boats on the Shallow). 1901
- «Порт на закате. Сан-Тропе» (The Port at Sunset. Saint-Tropez). 1892

Изображения тартан у известных маринистов:
- Доминик Серрес «Тартана с видом на Гибралтар», фрагмент. 1807.
- Франсуа Жозеф Фредерик Ру «Тартана» из альбома «L’Album De Marine Du Duc D’Orleans». 1827-1828
- Луи Ле Бретон. «Тартана в Тулоне». Середина XIX века

### в литературе
Тартана нередко встречается и в литературных произведениях. Так, именно генуэзская тартана «Юная Амелия» спасла Эдмона Дантеса во время побега из замка Иф в романе А.Дюма «Граф Монте-Кристо».
Также тартана упоминается в произведениях Эжен Сю, Жорж Санд, Шарля Бодлера, Карло Гольдони.

### в компьютерных играх
Данный тип судов используется в игре Пираты Карибского моря, где является самым слабым и маленьким кораблём, и не имеет пушек. Среди кораблей в открытом море (NPC) не встречается.

### в изображениях на значках
Единственное, ставшее «каноническим», изображение петровской тартаны с гравюры Питера Пикарта запечатлено на значках двух разных наборов «Русский парусный флот».

### промышленные сборные модели
- Компания Heller выпускает набор для сборки «Corsair Single Masted Sailing Ship» в масштабе 1:150, который по конструкции является тартаной.
- Компания G.K.Modellbau выпускает набор для сборки в масштабе 1:50 канонерской лодки Гамильтона 1808.

## Комментарии
1. ↑  «braco» — возможно, опечатка автора — итал. barco — барка
2. ↑  точный перевод «…комиссара Гамильтона» — англ. Commisioner Hamilton Gunboats 1808